# 荀組
荀組（258年—322年），字泰章，穎川潁陰人。晉朝重要官員，永嘉之亂後一直守在滎陽、許昌的行臺，曾協助晉愍帝入長安。東晉建立後因石勒的軍事壓力而南渡，在東晉官至司徒，太尉、領太子太保。荀組是東漢司空荀爽的玄孫，西晉守尚書令荀勖之子。

## 生平
荀組早年曾任太子舍人，司徒左長史，太子中庶子，滎陽太守等職。永康元年（300年），趙王司馬倫在推翻賈后集團後自任相國，為取得好名聲，於是廣招國內有德望之士任官，其中荀組獲任命為相國右長史。次年，司馬倫篡位，自立為帝，任命荀組為侍中。不久司馬冏起兵擊敗司馬倫，迎晉惠帝復位；太安元年（302年）十二月，司馬乂擊敗司馬冏，並在洛陽以太尉身份掌政。永興元年（304年），司馬乂在抵抗司馬穎及司馬顒部將張方的討伐軍時被司馬越等人囚於金墉城，後被張方所殺，洛陽陷落，惠帝派荀組和散騎常侍閭丘沖去見司馬穎，慰勞其軍。
同年年末，原本在該年擊敗司馬越領導的討伐軍並俘虜惠帝到鄴城的司馬穎受王浚和東嬴公司馬騰的軍事壓力下與惠帝逃出根據地鄴城，南逃洛陽。當時控制洛陽的張方強遷惠帝到司馬顒根據地長安後，荀組留洛陽，先後任尚書、衞尉，獲封成陽縣男，加散騎常侍，中書監。後轉司隸校尉，加特進、光祿大夫。當時荀組兄長荀藩為太子少傅、尚書令，二人地位皆高貴顯赫，但因八王之亂後天下大亂，恐怕不能立足於亂世，所以議論朝政時都婉轉發言。
永嘉五年（311年），朝廷下詔命荀組改任侍中，領太子太保，但未拜官即發生永嘉之亂，荀組和荀藩等人都在前趙軍隊攻到洛陽前出走。懷帝被俘後，荀組等人在滎陽密縣建立行臺，同時佔據冀州和幽州的大司馬王浚圖謀稱帝，趁機假立太子，承制授荀組為司隸校尉。荀組則与荀藩移檄天下，以鎮守建康的琅邪王司馬睿為盟主。同時荀藩、荀組和閻鼎亦協助秦王司馬鄴西入長安。但二荀不愿随行入关，在途中逃回。
永嘉六年（312年），司馬鄴於長安稱皇太子，任命荀組領司隸校尉，行豫州刺史事。當時荀組與荀藩據守滎陽開封。次年，荀藩逝世，荀組升任司空，領尚書左僕射，兼司隸，行留臺事，並進封臨潁縣公。再次年，任太尉，領豫州牧，假節。建武元年（317年），司馬睿以荀組為司徒。
太興元年（318年），司馬睿即位為帝。同年荀組因受石勒的軍事壓力，於是率領屬下數百人南渡長江。司馬睿命荀組與太保西陽王司馬羕並錄尚書事。永昌元年（322年），下詔荀組改任太尉，領太子太保，但荀組未拜官便逝世，享年六十五歲。諡為元公。

## 評論
- 王衍：夷雅有才識。
- 賀循：（荀）組舊望清重，忠勤顯著。

## 家庭

### 夫人
- 華苕，字宣華，侍御史、安鄉亭侯華衍之女，王浚妻華芳之姊

### 子女
- 荀奕，东晋散騎常侍、侍中